# Family Film
Pour plus de détails, voir Fiche technique et Distribution.
Family Film (Rodinny film) est un film dramatique tchéco-germano-franco-slovène réalisé par Olmo Omerzu et sorti en 2015.

## Fiche technique
- Titre : Family Film
- Titre original : Rodinny film
- Réalisation : Olmo Omerzu
- Scénario : Olmo Omerzu et Nebojša Pop Tasic
- Photographie : Lukás Milota
- Montage : Jana Vlcková
- Musique : Simon Holy
- Décors :
- Costumes : Marjetka Kürner Kalous
- Producteur : Jiri Konecny et Christoph Kukula
  - Coproducteur : Eike Goreczka, Bostjan Ikovic et Antoun Sehnaoui
  - Producteur exécutif : Eva Kovarova
- Production : Endorfilm, 42film, Rouge International et Arsmedia
- Distribution : Rouge Distribution
- Pays d'origine :  République tchèque,  Allemagne,  France,  Slovénie
- Genre : drame
- Durée : 94 minutes
- Dates de sortie :
  - Espagne : 21 septembre 2015 (San Sebastian)
  - Allemagne : 
    - 4 novembre 2015 (Cottbus)
    - 2 février 2017 (en salles)

  - Slovénie : 15 novembre 2015 (Ljubljana)
  - France :
    - 17 décembre 2015 (Les Arcs)
    - 7 novembre 2018 (en salles)

  - République tchèque : 18 février 2016

## Distribution
- Karel Roden : Igor
- Vanda Hybnerová (en) : Irena
- Daniel Kadlec : Erik
- Jenovéfa Boková : Anna
- Eliska Krenkova (cs) : Kristyna
- Martin Pechlát : Martin